# Heikki Häiväoja
Heikki Aulis Häiväoja, né le 25 mai 1929 à Jämsä, en Finlande, et mort le 15 septembre 2019 à Kauniainen, est un artiste finlandais. 
Heikki Häiväoja a dessiné la face nationale des pièces en centimes d'euro finlandaises, avec comme motif le lion héraldique finlandais, déjà présent sur les anciennes pièces de 1 markka.